# Edith Terenzi
Edith Elizabeth Terenzi (Trelew, 7 de junio de 1959) es una politóloga y política argentina de la Unión Cívica Radical, que se desempeña como senadora nacional por la provincia del Chubut desde 2021.

## Biografía
Nacida en Trelew en 1959, fue empleada bancaria hasta recibirse de docente en educación primaria, ejerciendo como tal en Camarones (Chubut). También fue correctora en el diario El Chubut.
Se recibió de licenciada en ciencia política en la Universidad Nacional de la Patagonia San Juan Bosco. Se especializó en sistemas electorales, realizando diplomados, un posgrado en derecho político y electoral en la Universidad de Buenos Aires y una maestría en derecho electoral en la Universidad de Castilla-La Mancha (España). Además, se ha desempeñado como observadora electoral en misiones de la Organización de Estados Americanos (OEA) en Ecuador en 2013 y 2014. Junto con otros colegas, participó en la redacción de un código electoral para Chubut.
Desde 1990 se desempeñó como taquígrafa en la Legislatura de la Provincia del Chubut, hasta su jubilación. En 2015 fue precandidata a intendenta de su natal Trelew, como candidata de un frente de la Unión Cívica Radical, partido al cual se afilió en 1982.
En las elecciones primarias de 2021, fue precandidata a senadora nacional por la provincia del Chubut, compitiendo en la interna de Juntos por el Cambio junto a Ignacio Agustín Torres (de Propuesta Republicana). La lista «Juntos por Chubut» fue la más votada, participando en las elecciones generales, obteniendo las dos bancas por la mayoría, con mandato hasta 2027. Ambos conformaron el bloque «Integración y Desarrollo Chubutense» dentro del interbloque de Juntos por el Cambio.
En septiembre de 2024, se sumó al nuevo interbloque Provincias Unidas, que integra junto con los senadores Edgardo Kueider, Carlos Mauricio Espínola, Juan Carlos Romero, Alejandra Vigo y Carmen Lucila Crexell. 